# Jak zostać królem

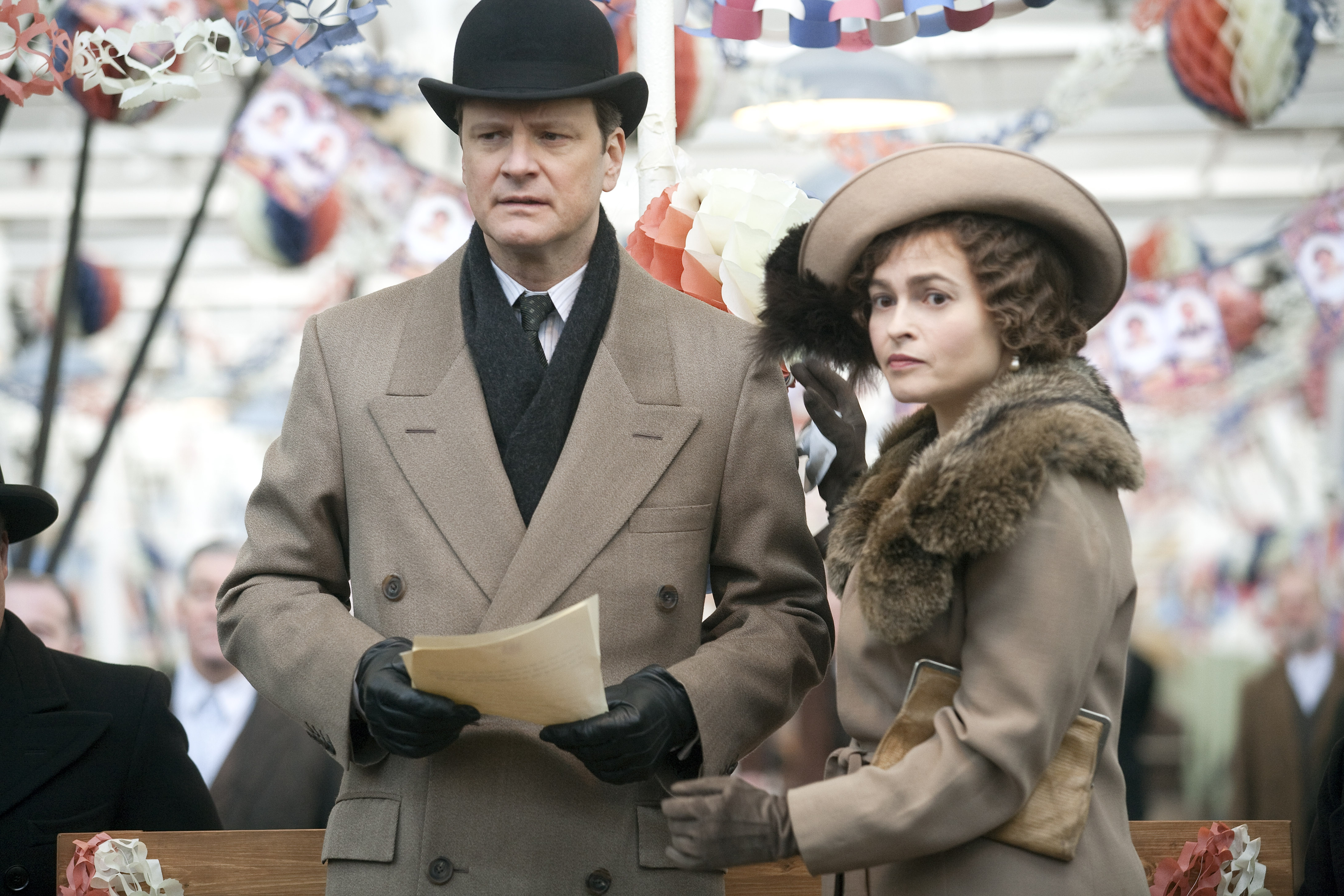
Colin Firth i Helena Bonham Carter w jednej ze scen filmu

Jak zostać królem (ang. The King’s Speech) – brytyjski niezależny dramat historyczny z 2010 roku w reżyserii Toma Hoopera. Film nagrodzono czterema Oscarami, w tym za najlepszy film roku.
W rolach głównych wystąpili Colin Firth jako król Jerzy VI oraz Geoffrey Rush jako Lionel Logue, logopeda, który pomógł królowi przezwyciężyć jąkanie.

## Produkcja
Zdjęcia do filmu kręcono w wielu różnych miejscach Londynu, m.in. Lancaster House (wnętrza udające Pałac Buckingham), wiktoriańskie kamienice Pullens Estate, Portland Place (budynek z gabinetem Logue'a), ekskluzywna ulica Harley Street, Old Royal Naval College w Greenwich, Regent’s Park (spacerujący Jerzy i Lionel) oraz Elektrownia Battersea.
Poza Londynem filmowcy wykorzystali takie lokacje, jak m.in. katedra w Ely w hrabstwie Cambridgeshire (sceny koronacji w Opactwie Westminsterskim), stadiony piłkarskie Elland Road w Leeds oraz Odsal Stadium w Bradfordzie (sceny początkowe z jąkającym się księciem), rezydencje Cumberland Lodge w Windsorze, Knebworth House i Hatfield House w hrabstwie Hertfordshire oraz Halton House w Buckinghamshire, a także młyn Queen Street Mill w Burnley (Lancashire).

## Obsada
- Colin Firth jako Król Jerzy VI
- Helena Bonham Carter jako Królowa Elżbieta
- Guy Pearce jako Król Edward VIII
- Michael Gambon jako Król Jerzy V
- Geoffrey Rush jako Lionel Logue
- Timothy Spall jako Winston Churchill
- Jennifer Ehle jako Myrtle Logue
- Derek Jacobi jako Cosmo Lang (Arcybiskup Canterbury)
- Anthony Andrews jako Stanley Baldwin
- Eve Best jako Wallis Simpson
- Freya Wilson jako Księżniczka Elżbieta
- Ramona Marquez jako Księżniczka Małgorzata

## Nagrody i nominacje
35. Międzynarodowy Festiwal Filmowy w Toronto
- nagroda publiczności − Tom Hooper

83. ceremonia wręczenia Oscarów
- nagroda: najlepszy film − Iain Canning, Emile Sherman i Gareth Unwin
- nagroda: najlepszy reżyser − Tom Hooper
- nagroda: najlepszy scenariusz oryginalny − David Seidler
- nagroda: najlepszy aktor pierwszoplanowy − Colin Firth
- nominacja: najlepszy aktor drugoplanowy − Geoffrey Rush
- nominacja: najlepsza aktorka drugoplanowa − Helena Bonham Carter
- nominacja: najlepsza muzyka − Alexandre Desplat
- nominacja: najlepsze zdjęcia − Danny Cohen
- nominacja: najlepszy montaż − Tariq Anwar
- nominacja: najlepsza scenografia i dekoracja wnętrz − Eve Stewart i Judy Farr
- nominacja: najlepsze kostiumy − Jenny Beavan
- nominacja: najlepszy dźwięk − Paul Hamblin, Martin Jensen i John Midgley

68. ceremonia wręczenia Złotych Globów
- nagroda: najlepszy aktor w filmie dramatycznym − Colin Firth
- nominacja: najlepszy film dramatyczny
- nominacja: najlepszy reżyser − Tom Hooper
- nominacja: najlepszy scenariusz − David Seidler
- nominacja: najlepsza aktorka drugoplanowa − Helena Bonham Carter
- nominacja: najlepszy aktor drugoplanowy − Geoffrey Rush
- nominacja: najlepsza muzyka − Alexandre Desplat

64. ceremonia wręczenia nagród Brytyjskiej Akademii Filmowej
- nagroda: najlepszy film − Iain Canning, Emile Sherman i Gareth Unwin
- nagroda: najlepszy brytyjski film − Tom Hooper, David Seidler, Iain Canning, Emile Sherman i Gareth Unwin
- nagroda: najlepszy scenariusz oryginalny − David Seidler
- nagroda: najlepszy aktor pierwszoplanowy − Colin Firth
- nagroda: najlepszy aktor drugoplanowy − Geoffrey Rush
- nagroda: najlepsza aktorka drugoplanowa − Helena Bonham Carter
- nagroda: najlepsza muzyka − Alexandre Desplat
- nominacja: najlepszy reżyser − Tom Hooper
- nominacja: najlepsze zdjęcia − Danny Cohen
- nominacja: najlepszy montaż − Tariq Anwar
- nominacja: najlepsza scenografia − Eve Stewart i Judy Farr
- nominacja: najlepsze kostiumy − Jenny Beavan
- nominacja: najlepsza charakteryzacja i kostiumy − Frances Hannon
- nominacja: najlepszy dźwięk − John Midgley, Lee Walpole i Paul Hamblin

17. ceremonia wręczenia nagród Gildii Aktorów Ekranowych
- nagroda: najlepsza obsada filmowa
- nagroda: najlepszy aktor pierwszoplanowy − Colin Firth
- nominacja: najlepszy aktor drugoplanowy − Geoffrey Rush
- nominacja: najlepsza aktorka drugoplanowa − Helena Bonham Carter

25. ceremonia wręczenia Independent Spirit Awards
- nagroda: najlepszy film zagraniczny (Wielka Brytania) – Tom Hooper

15. ceremonia wręczenia Satelitów
- nagroda: najlepszy scenariusz oryginalny − David Seidler
- nagroda: najlepszy aktor w filmie dramatycznym − Colin Firth
- nominacja: najlepszy film dramatyczny
- nominacja: najlepszy reżyser − Tom Hooper
- nominacja: najlepszy aktor drugoplanowy − Geoffrey Rush
- nominacja: najlepsze kostiumy − Jenny Beavan

25. ceremonia wręczenia nagród Goya
- nagroda: najlepszy film europejski (Wielka Brytania) – Tom Hooper

24. ceremonia wręczenia Europejskich Nagród Filmowych
- nagroda: Najlepszy Europejski Aktor − Colin Firth
- nagroda: Najlepszy Europejski Montażysta − Tariq Anwar
- nagroda: Nagroda Publiczności (People’s Choice Award) – Tom Hooper
- nominacja: Najlepszy Europejski Film − Tom Hooper
- nominacja: Najlepszy Europejski Kompozytor − Alexandre Desplat

37. ceremonia wręczenia Cezarów
- nominacja: najlepszy film zagraniczny − Tom Hooper (Wielka Brytania)

14. ceremonia wręczenia Orłów
- nagroda: najlepszy film europejski − Tom Hooper (Wielka Brytania)